# NGC 4976
NGC 4976 (również PGC 45562) – galaktyka eliptyczna (E4), znajdująca się w gwiazdozbiorze Centaura. Odkrył ją John Herschel 31 marca 1835 roku.